# Aigarchaeota
Az Aigarchaeota egy javasolt archaea törzs, amelynek típusfaja (legjellemzőbb képviselője) a Caldiarchaeum subterraneum. Néhány szerző úgy tartja, hogy ez a csoport a Thaumarchaeota törzs korán megjelent része, így alacsonyabb rangon sorolják be, mások szerint viszont annak testvércsoportja.
4. csoportja fajai életképessége fenntartása volfrámot igényel.